# Roerdomp

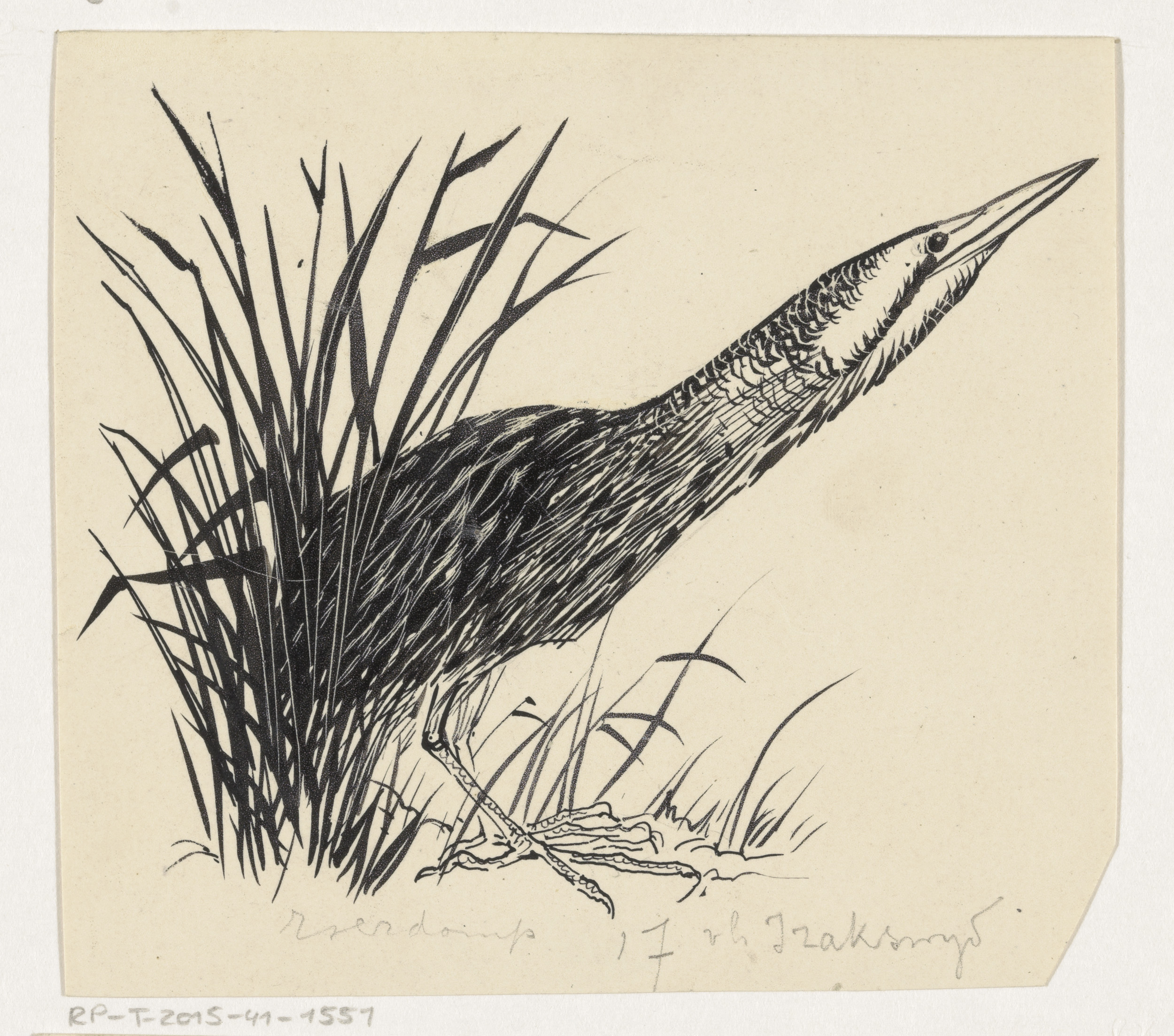
Roerdomp in het riet door Henri Verstijnen

De roerdomp (Botaurus stellaris) is een reigerachtige vogel (familie Ardeidae) die door zijn perfecte bruine schutkleur in het rietland niet opvalt. Deze vogel is een uiterst schaarse broedvogel in de Lage Landen.
Een vliegende roerdomp trekt zijn nek in naar zijn romp, net zoals de blauwe reiger dat doet.
De roerdomp wordt soms ook 'rietreiger' genoemd.

## Kenmerken
Deze 75 cm lange vogel heeft een geelbruin verenkleed met donkere vlekken en strepen en een zwarte kruin, een lange, dikke hals, een groengele snavel en groene poten.

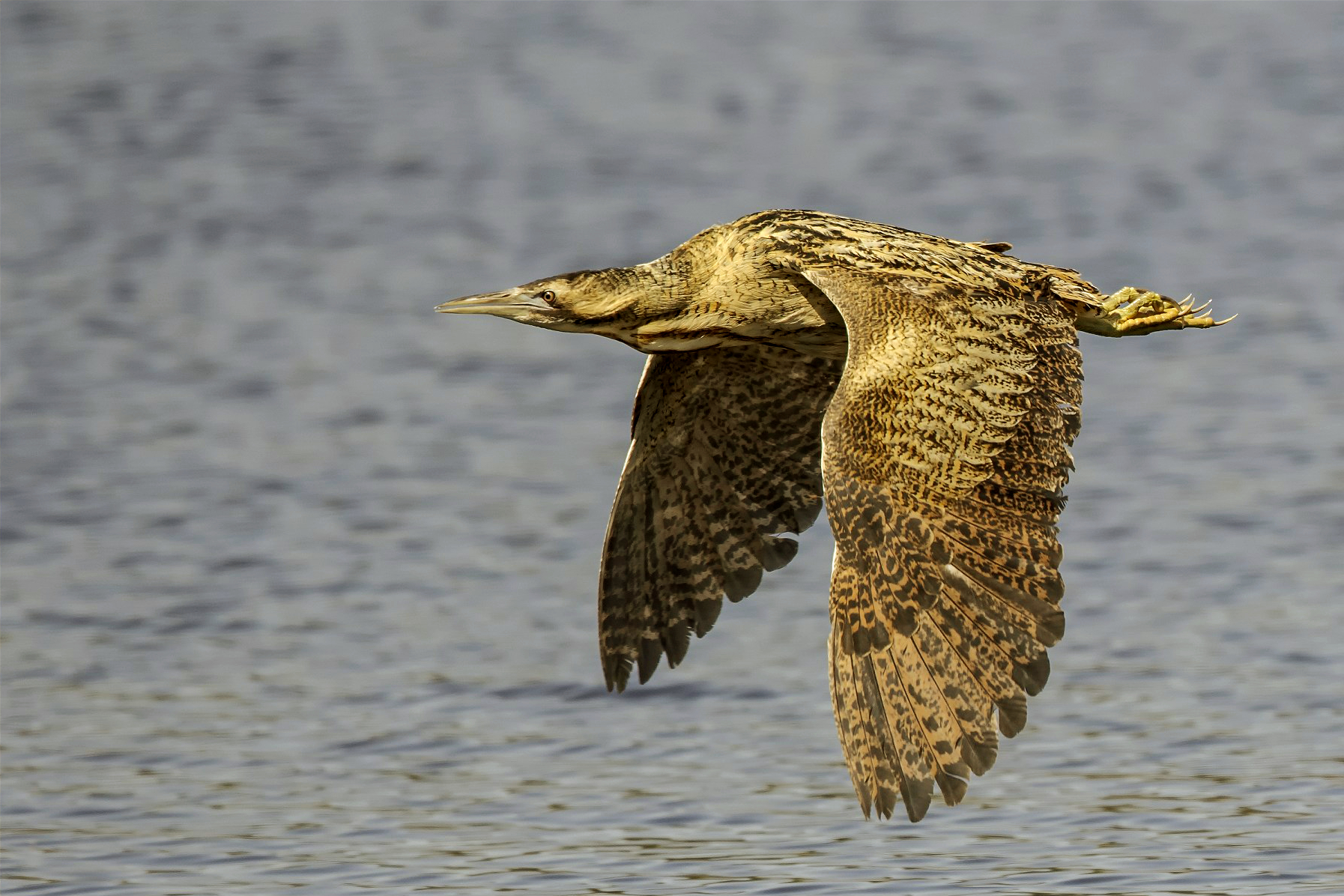
Een vliegende roerdomp

## Leefwijze
Op de grond houdt de roerdomp zich meestal op in het riet waar hij zoekt naar amfibieën en vissen. Als hij zich bespied waant, blijft hij roerloos staan met de snavel recht naar boven wijzend, de "paalhouding". Op deze manier is hij nagenoeg onzichtbaar tussen het riet. Het dier vertoont de meeste activiteit rond zonsopkomst en -ondergang. Het geluid dat de roerdomp maakt kan nog het best worden vergeleken met het slaan op een holle boomstam. Het is een laag dreunend geluid. Hij maakt echter weer een ander geluid om vrouwtjes te lokken, zijn geluid is dan juist hoog en scherp. Vroeger dacht men soms dat de roep van de vogel het geluid van de duivel was.

## Voortplanting
Het legsel bestaat gewoonlijk uit vier tot vijf doffe, bruingroene of grijsgroene eieren.

## Verspreiding en leefgebied
De soort telt twee ondersoorten:
- B. s. stellaris: van Europa tot oostelijk Azië.
- B. s. capensis: zuidelijk Afrika.

De vogel stelt hoge eisen aan het broedgebied. Deze moerasvogel heeft een sterke voorkeur voor ongestoord moeras in laagland met uitgestrekte rietvelden die moeten bestaan uit jong, dicht op elkaar staand riet (Phragmites australis), afgewisseld met ouder riet dat in laag water staat (minder dan 30 cm). Het waterpeil mag niet te veel fluctueren en in de buurt moet ook dieper open water aanwezig zijn.

## Status

### Internationaal
De roerdomp heeft een groot verspreidingsgebied en daardoor is de kans op de status kwetsbaar (voor uitsterven) gering. De grootte van de wereldpopulatie werd in 2015 geschat op 115.000 tot 340.000 individuen. Deze moerasvogel gaat in aantal achteruit. Het leefgebied van de vogel wordt bedreigd door veranderd beheer van rietvelden, recreatie, vervuiling en waterpeilverandering waardoor uitgestrekte, afgelegen liggende rietvelden verdwijnen. Echter, het tempo van achteruitgang ligt onder de 30% in tien jaar (minder dan 3,5% per jaar). Om deze redenen staat de roerdomp nog als niet bedreigd op de Rode Lijst van de IUCN, maar de soort valt wel onder het AEWA-verdrag.

### Nederland en Vlaanderen
De roerdomp is al eeuwenlang broedvogel in Nederland, zo blijkt al uit jachtverslagen uit de 15de eeuw. Totdat er in de periode 1973-1977 echte tellingen werden verricht, bestond niet de indruk dat deze reiger erg achteruit ging. Men schatte het aantal broedparen op 500 tot 700. Daarna ging het bergafwaarts. De broedbiotoop bestaat uit grote, ongestoorde rietvelden die in het water staan. Dit type rietveld verdwijnt door spontane bosopslag, recreatiedruk en stedenbouw. Aan het begin van de jaren negentig waren er nog rond de 200 paar. Na de strenge winter van 1996 waren er nog maar circa 150. Een opvallend herstel na deze
strenge winter - zoals daarvoor altijd het geval - bleef uit. In de laatste decennia is het aantal broedparen langzaam weer toegenomen, mede door de ontwikkeling van nieuwe moerasontwikkeling in voorheen agrarische gebieden. In 2019 werd het aantal broedparen geschat op 470-530.
De roerdomp is in 2004 als bedreigd op de Nederlandse rode lijst gezet. De soort staat ook op de Vlaamse rode lijst als ernstig bedreigd. Er broedden daar in de periode 1994-2005 hoogstens 13 paren, en dan met name in het vijvergebied van Midden-Limburg, waaronder De Maten in Genk.
De roerdomp is een deeltrekker. Een in Nederland van zender voorzien exemplaar is in de Sahara aangetroffen.

## Video
- Een roerdomp op het ijs
- Foeragerende roerdomp
- Een roerdomp jaagt op vis in een slootje